# Clarence Jordan
Clarence Jordan (29 tháng 7 năm 1912 – 29 tháng 10 năm 1969), là học giả Hi văn Tân Ước, và là nhà sáng lập Nông trang Koinonia, một cộng đồng tôn giáo tuy nhỏ nhưng có nhiều ảnh hưởng ở tây nam tiểu bang Georgia, Hoa Kỳ. Ông cũng là tác giả bản dịch Tân Ước Cotton Patch. Tư tưởng và cung cách thể hiện đức tin trong cuộc sống thường nhật của Jordan đã soi dẫn Millard và Linda Fuller trong nỗ lực thành lập Tổ chức Hỗ trợ Gia cư Habitat (Habitat for Humanity).

## Tuổi trẻ
Jordan chào đời tại Talbotton, Georgia, con trai của J. W. và Maude Josey Jordan, những công dân được kính trọng trong thị trấn. Từ khi còn bé, Jordan đã thấy bất bình với những bất công về kinh tế và chủng tộc mà cậu nhận thấy đang diễn ra trong cộng đồng. Với hi vọng có thể sử dụng khoa học kỹ thuật trong nông nghiệp để cải thiện cuộc sống của nông dân làm thuê, Jordan ghi danh tại Đại học Georgia và tốt nghiệp năm 1933 chuyên ngành nông nghiệp. Thế nhưng, trong những năm ở đại học, Jordan nhận ra rằng nạn nghèo đói không chỉ xuất phát từ lý do kinh tế mà còn có nguồn căn từ những vấn đề tâm linh. Niềm xác tín này dẫn đưa Jordan đến Chủng viện Thần học Baptist ở Louisville, Kentucky. Ở đây, Jordan nhận học vị Tiến sĩ môn Hi văn năm 1938. Đang khi ở chủng viện, Jordan gặp Florence Kroeger, không lâu sau đó hai người làm lễ thành hôn.

## Nông trang Koinonia
Năm 1942, Jordan cùng vợ và một gia đình khác, Martin và Mabel England, từng là giáo sĩ của giáo phái Baptist, đến sống trên một khu đất rộng 440 mẫu Anh (1,8 km²) gần thị trấn Americus, tiểu bang Georgia nhằm thiết lập một cộng đồng nông nghiệp Cơ Đốc không phân biệt chủng tộc. Họ đặt tên cho cộng đồng là Koinonia (κοινωνία), nghĩa là thông công hoặc thân hữu theo tinh thần của hội thánh thời sơ khai được ký thuật trong Kinh Thánh theo sách Công vụ các Sứ đồ 2: 44,45.
Bằng sự tận hiến triệt để nhằm thể hiện lời dạy của Chúa Giê-xu trong Bài giảng trên núi, thành viên của Koinonia ràng buộc với nhau trong tinh thần bình đẳng, khước từ bạo động, thân thiện với môi trường, và đồng sở hữu mọi tài sản. Trong thời gian đầu, cư dân Koinonia được sống trong sự bình an tương đối trong mối quan hệ với những khu dân cư thuộc Quận Sumter. Nhưng khi Phong trào Dân quyền (dưới sự lãnh đạo của Martin Luther King, Jr., đấu tranh đòi quyền bình đẳng cho người Mỹ gốc Phi) tiến triển mạnh, những công dân da trắng trong vùng bắt đầu nhìn xem Kononia (với chủ trương bình đẳng chủng tộc) như là một mối đe dọa. Trong thập niên 1950 và đầu thập niên 1960, Kononia trở thành mục tiêu nóng của những vụ tẩy chay kinh tế và liên tục bị tấn công, kể cả vài vụ đánh bom. Khi Jordan tìm kiếm sự cứu giúp từ Tổng thống Eisenhower, chính phủ liên bang đã từ chối can thiệp, và chuyển vụ việc sang Thống đốc bang Georgia. Thống đốc tiểu bang, một người triệt để ủng hộ chủ trương phân biệt chủng tộc, đáp trả bằng cách ra lệnh Văn phòng Điều tra tiểu bang Georgia điều tra các thành viên và những người ủng hộ Koinonia dựa trên những cáo buộc cho rằng họ có dính líu đến những người cộng sản.
Tuy vậy, Jordan quyết định không tham gia các cuộc tuần hành đang diễn ra trong khu vực. Ông tin rằng biện pháp tốt nhất để thay đổi xã hội là thể hiện một lối sống hoàn toàn khác biệt qua đời sống thường nhật trong cộng đồng.

## Bản dịch Tân Ước Cotton Patch
Đến cuối thập niên 1960, khi sự thù nghịch suy giảm dần, Jordan bắt đầu tập chú vào các hoạt động diễn thuyết và trước tác. Nổi tiếng nhất trong số các tác phẩm của ông là bản dịch Tân Ước Cotton Patch. Jordan tin rằng trong dịch thuật không chỉ dịch chữ và câu, mà còn cần quan tâm đến thông điệp của Kinh Thánh. Như vậy, thành phố Birmingham đương đại là hình ảnh tương đồng của thành Ephesus xưa, do đó Jordan "đặt tên lại" cho thư tín Phao-lô gởi tín hữu thành Ephesus là "Thư gởi tín hữu Cơ Đốc ở Birmingham". Ephesians 2.11-13 được Jordan dịch như sau:
"Vì vậy, hãy luôn nhớ rằng các bạn trước đây là người da đen, đôi khi các thành viên thiếu ý thức trong nhà thờ gọi các bạn là "mọi đen", trái ngược với tình bằng hữu Cơ Đốc, họ không chấp nhận các bạn là anh em trong đức tin, và đối đãi với các bạn như thể phúc âm không ích gì cho các bạn; trong mắt thế gian, các bạn sống một đời vô vọng và bị Thiên Chúa ruồng bỏ. Thế nhưng, ngày nay do sự hi sinh tuyệt đối của Chúa Cơ Đốc, các bạn, đã từng bị kỳ thị, nay được đón chào trong tình thân ái Cơ Đốc".
Bản dịch Cotton Patch áp dụng phép tương đồng để đem các địa danh của nước Mỹ vào Tân Ước; La Mã trở thành Washington, D.C., Vương quốc Israel trở thành tiểu bang Georgia (Vua Israel trở thành Thống đốc Georgia), Jerusalem là Atlanta và Bethlehem trở thành Gainesville, Georgia.

## Tổ chức Hỗ trợ Gia cư
Năm 1968, Millard và Linda Fuller đến thăm Nông trang Kononia, dự tính chỉ lưu lại trong vài giờ. Nhưng khi chịu thuyết phục bởi những lý tưởng mà Jordan theo đuổi, họ quyết định chọn Koinonia làm nhà. Khủng hoảng trong hôn nhân cùng những bất hạnh trong cuộc đời triệu phú đã khiến họ đi đến quyết định bán hết tài sản để cho người nghèo và chấp nhận cuộc sống đạm bạc theo đức tin Tin Lành. Gia đình mới này đã mang sức sống mới đến cho Koinonia. Tổ chức được đổi tên thành Đồng công Koinonia và khởi xướng chương trình "Nhà ở Đồng công", một đề án có mục tiêu xây dựng nhà ở vừa túi tiền cho những gia đình có thu nhập thấp. Từ những trải nghiệm ở Koinonia, năm 1976 Fuller và vợ thành lập Tổ chức Hỗ trợ Gia cư, hoặc Chỗ ở cho Nhân loại, (Habitat for Humanity).
Nhưng Jordan không sống đủ lâu để có thể nhìn thấy căn nhà đầu tiên dành cho người nghèo được hoàn thành. Ngày 29 tháng 10 năm 1969, Jordan đột ngột từ trần vì bệnh tim. Ông được an táng trong một ngôi mộ không tên ở Nông trang Koinonia, một hộp đựng tủ lạnh cũ là quan tài của ông. Những công dân miền nam bang Georgia đã đối xử với ông khi chết cũng giống như cách họ đã đối đãi ông khi còn sống: đến dự đám tang của ông chỉ có gia đình, các thành viên của Koinonia và dân nghèo của cộng đồng.
"Ông đã ra đi," một người láng giềng nói lên cảm nghĩ của mình năm 1980, "nhưng bước chân của ông vẫn còn in dấu nơi đây".

## Tác phẩm
- Why Study the Bible. Philadelphia: Baptist Youth Fellowship, 1953.
- The Letter to the Hebrews or a First Century Manual For Church Renewal in the Koinonia "Cotton Patch" Version. Americus, Georgia: Koinonia Farm, 1963.
- Practical Religion, or the Sermon on the Mount and the Epistle of James in the Koinonia Farm "Cotton Patch: Version. Americus, Georgia: Koinonia Farm, 1964.
- Letters to Young Christians (I and II Timothy and Titus) in the Koinonia "Cotton Patch" Version. Americus. Georgia: Koinonia Farm, 1967.
- Letters to God’s People in Columbus (Colossians) and Selma (I and II Thessalonians) in the Koinonia Cotton Patch" Version. Americus, Georgia: Koinonia Farm, 1967.
- Second Letter to the Christians in Atlanta or Second Corinthians in the Koinonia "Cotton Patch" Version. Americus, Georgia: Koinonia Farm, 1968.
- To God’s People in Washington: The Koinonia "Cotton Patch" Version of Romans. Americus, Georgia: Koinonia Farm, 1968.
- Letters to Ephesians and Philemon in the Loinonia "Cotton Patch" Version. Americus, Georgia: Koinonia Farm, 1968.
- Letters to The Georgia Convention (Galatians and to the Alabaster African Church, Smithville, Alabama (Philippians)), in the Koinonia "Cotton Patch" Version. Americus, Georgia: Koinonia Farm, 1968.
- The Cotton Patch Version of Paul’s Epistles. New York: Association Press, 1968.
- The Cotton Patch Version of Luke-Acts, Jesus Doings and Happenings. New York: Association Press, 1969.
- The Sermon on the Mount (Revised Edition), Valley Forge, Pennsylvania: Judson Press, 1970.
- The Substance of Faith and Other Cotton Patch Sermons By Clarence Jordan. Ed. Dallas Lee, New York: Association Press, 1972.
- The Cotton Patch Version of Hebrews and the General Epistles. New York: Association Press, 1973.
- (With Bill Doulos) Cotton Patch Parables of Liberation, Scottdale, Pennsylvania: Herald Books, 1976.